# Ernst von Pfuel

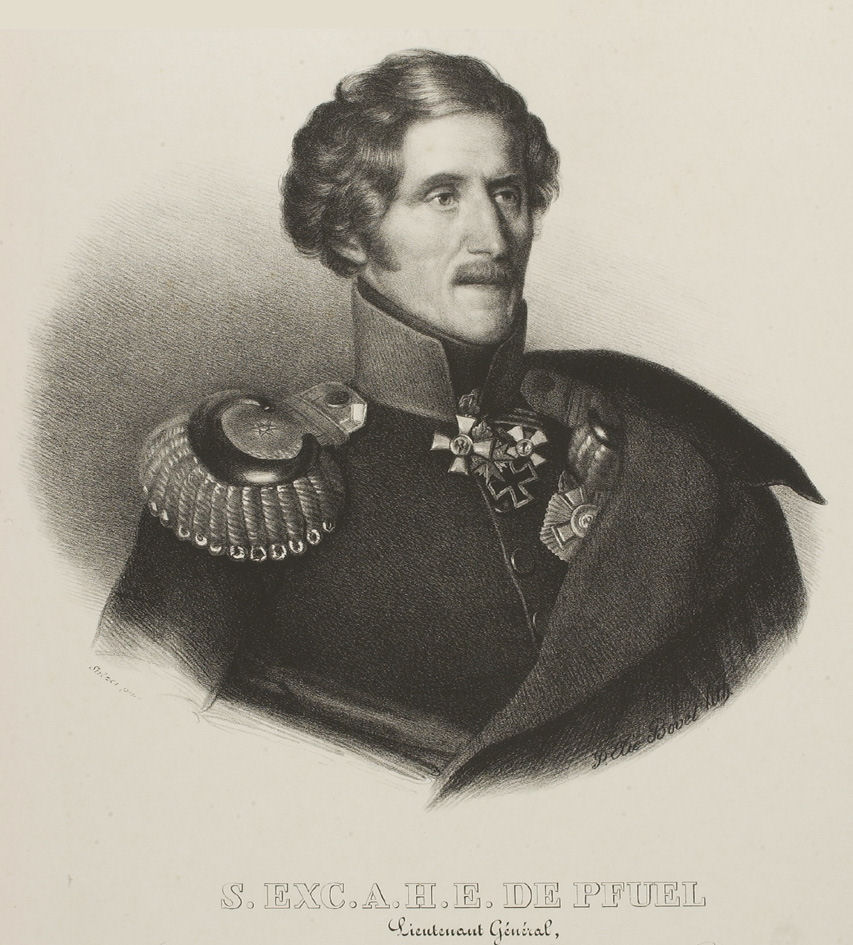
Ernst von Pfuel

Ernst Heinrich Adolf von Pfuel, född 3 november 1779 på godset Jahnsfelde nära Müncheberg, Brandenburg, död 3 december 1866 i Berlin, var en preussisk general och politiker.
Pfuel var förtrogen ungdomsvän till skalden Heinrich von Kleist och åtföljde denne på hans resor till Schweiz, Italien och Frankrike, deltog därpå från 1806 i kriget mot Napoleon I först i preussisk (till 1807), därefter i österrikisk (1809–12) och till sist i rysk tjänst (1812–14). Som österrikisk officer försökte han med framgång väcka intresse, särskilt bland officerarna och soldaterna, för simkonsten och ledde bland annat (1811) en livligt besökt simanstalt i Prag. Som rysk officer bar han namnet von Giehlsdorff och nådde 1813 överstes grad.
Från 1815 åter anställd i preussisk tjänst, tillhörde Pfuel Gebhard Leberecht von Blüchers generalstab och blev efter Paris kapitulation samma år den ene av stadens två kommendanter. Efter krigets slut verkade han ivrigt för främjande av gymnastik och idrott, särskilt simning, samt förmådde de kommunala myndigheterna i Berlin och flera andra större tyska städer att anlägga simanstalter.
Pfuel blev 1825 generalmajor och hade avancerat till befälhavare över 15:e divisionen och kommendant i Köln (1830), då han 1831 sändes såsom kommissarie att återställa ordningen i kantonen Neuchâtel, som ville slita sig lös från Preussen. Han lyckades och innehade vid sidan av sina övriga sysslor till 1849 guvernörsämbetet i kantonen.
År 1838 utnämndes Pfuel till kommenderande general för 7:e armékåren (Münster). Som guvernör i Berlin 11-24 mars 1848 visade han sig inte vuxen den kritiska ställningen, men tog kraftigt itu med återställandet av ordningen i storhertigdömet Posen, vilket samma år uppdrogs åt honom. Som ministerpresident och krigsminister 21 september till 1 november 1848 saknade han hållning och energi. Han lämnade därefter statens tjänst. År 1858 blev han ledamot av preussiska deputeradekammaren och anslöt sig där till den liberala gruppen.
Bland Pfuels skrifter märks en folkskrift Über Schwimmen und Schwimmschulen (1810) och Beiträge zur Geschichte des letzten französisch-russichen Kriegs (1814; ny upplaga med biografi över Pfuel utgiven av Friedrich Christoph Förster 1867 under titeln "Der Rückzug der Franzosen aus Russland").
Gatan Pfuelstrasse i Kreuzberg i Berlin, nära Oberbaumbrücke där von Pfuels simanstalt låg på 1800-talet, är uppkallad efter honom.